# Cymru Premier 2020-2021
La Cymru Premier 2020-2021 è stata la 29ª edizione della massima serie del campionato di calcio gallese, iniziata il 12 settembre 2020 e terminata il 15 maggio 2021. Il Connah's Q.N., squadra campione in carica, si è riconfermata conquistando il titolo per la seconda volta consecutiva.

## Stagione

### Novità
L'Airbus UK Broughton e il Carmarthen Town sono retrocessi rispettivamente nella Cymru North e Cymru South; sono stati promossi in Welsh Premier League il Flint Town Utd e l'Haverfordwest County, secondi classificati rispettivamente in Cymru North e Cymru South (le prime classificate, Prestatyn Town e Swansea University, non hanno ottenuto la licenza per la massima divisione).

### Regolamento
Le 12 squadre si affrontano in un girone di andata e ritorno, per un totale di 22 giornate. Al termine, le squadre sono divise in due gruppi di sei, in base alla classifica. Ogni squadra incontra le altre del proprio gruppo, in partite di andata e ritorno, per un totale di altre 10 giornate.
Alla fine della stagione la squadra campione è ammessa al primo turno di qualificazione della UEFA Champions League 2021-2022, che in questo caso è il Connah's Q.N. La seconda e terza classificate sono ammesse al primo turno di qualificazione della UEFA Europa Conference League 2021-2022, che in questo caso sono The New Saints e Bala Town. Le squadre classificate dal quarto al settimo posto si sfidano in play-off per un ulteriore posto in UEFA Conferenze League; l'11ª e la 12ª classificate sono retrocesse direttamente in Cymru North o in Cymru South.

In seguito alla cancellazione della stagione 2020-21 della JD Cymru Sud e Nord a causa della pandemia COVID-19, sono state annullate tutte le retrocessioni per questa stagione.

## Squadre partecipanti
| Club                            | Città         | Stadio                          | Stagione precedente         |
| ------------------------------- | ------------- | ------------------------------- | --------------------------- |
| Aberystwyth Town                | Aberystwyth   | Park Avenue                     | 9º posto in Premier League  |
| Bala Town                       | Bala          | Maes Tegid                      | 3º posto in Premier League  |
| Barry Town                      | Barry         | Jenner Park                     | 4º posto in Premier League  |
| Caernarfon Town                 | Caernarfon    | The Oval                        | 5º posto in Premier League  |
| Cardiff Metropolitan University | Cardiff       | Cyncoed Campus Artificial Pitch | 7º posto in Premier League  |
| Connah's Q.N.                   | Connah's Quay | Deeside Stadium                 | Campione del Galles         |
| Cefn Druids                     | Cefn Mawr     | The Rock                        | 8º posto in Premier League  |
| Flint Town Utd                  | Flint         | Cae-y-Castell                   | 2º posto in Cymru North     |
| Haverfordwest County            | Haverfordwest | Bridge Meadow Stadium           | 2º posto in Cymru South     |
| Newtown                         | Newtown       | Latham Park                     | 6º posto in Premier League  |
| Penybont                        | Bridgend      | KYMCO Stadium                   | 10º posto in Premier League |
| The New Saints                  | Oswestry      | Park Hall                       | 2º posto in Premier League  |

## Stagione regolare

### Classifica finale
|  | Pos. | Squadra                         | Pt | G  | V  | N | P  | GF | GS | DR  |
|  | ---- | ------------------------------- | -- | -- | -- | - | -- | -- | -- | --- |
|  | 1.   | Connah's Q.N.                   | 57 | 22 | 18 | 3 | 1  | 48 | 13 | +35 |
|  | 2.   | The New Saints                  | 54 | 22 | 17 | 3 | 2  | 65 | 13 | +52 |
|  | 3.   | Bala Town                       | 42 | 22 | 12 | 6 | 4  | 51 | 28 | +23 |
|  | 4.   | Barry Town                      | 36 | 22 | 11 | 3 | 8  | 33 | 29 | +4  |
|  | 5.   | Penybont                        | 35 | 22 | 10 | 5 | 7  | 29 | 25 | +4  |
|  | 6.   | Caernarfon Town                 | 32 | 22 | 9  | 5 | 8  | 33 | 42 | -9  |
|  | 7.   | Haverfordwest County            | 29 | 22 | 8  | 5 | 9  | 29 | 35 | -6  |
|  | 8.   | Aberystwyth Town                | 21 | 22 | 5  | 6 | 11 | 30 | 40 | -10 |
|  | 9.   | Newtown                         | 20 | 22 | 5  | 5 | 12 | 29 | 41 | -12 |
|  | 10.  | Cardiff Metropolitan University | 17 | 22 | 4  | 5 | 13 | 18 | 35 | -17 |
|  | 11.  | Flint Town Utd                  | 15 | 22 | 5  | 0 | 17 | 21 | 53 | -32 |
|  | 12.  | Cefn Druids                     | 13 | 22 | 3  | 4 | 15 | 21 | 53 | -32 |

Legenda:
      Ammesse alla poule scudetto
      Ammesse alla poule retrocessione
Note:

Tre punti a vittoria, uno a pareggio, zero a sconfitta.

### Risultati

#### Tabellone
|                                 | Abe  | Bal  | Bar  | Cae  | CMU  | Con  | ECD  | Fli  | Hav  | New  | PyB  | TNS  |
| ------------------------------- | ---- | ---- | ---- | ---- | ---- | ---- | ---- | ---- | ---- | ---- | ---- | ---- |
| Aberystwyth Town                | –––– | 1-2  | 1-2  | 1-2  | 2-3  | 1-3  | 3-1  | 3-1  | 2-1  | 1-0  | 1-1  | 2-2  |
| Bala Town                       | 5-2  | –––– | 4-0  | 1-2  | 4-1  | 1-3  | 2-1  | 5-0  | 1-2  | 3-1  | 4-1  | 1-1  |
| Barry Town                      | 1-0  | 6-2  | –––– | 3-1  | 1-0  | 0-0  | 4-1  | 6-3  | 2-1  | 0-0  | 0-1  | 0-3  |
| Caernarfon Town                 | 2-2  | 1-1  | 2-0  | –––– | 3-2  | 1-2  | 1-2  | 2-1  | 1-4  | 1-1  | 1-1  | 0-4  |
| Cardiff Metropolitan University | 1-1  | 1-1  | 1-2  | 0-3  | –––– | 1-2  | 0-0  | 2-1  | 0-0  | 2-1  | 0-1  | 0-1  |
| Connah's Quay                   | 2-0  | 1-1  | 3-1  | 3-1  | 3-1  | –––– | 2-1  | 2-0  | 2-0  | 2-1  | 1-0  | 2-0  |
| Cefn Druids                     | 0-4  | 1-3  | 0-1  | 1-2  | 1-1  | 0-5  | –––– | 1-2  | 4-1  | 2-4  | 0-2  | 0-4  |
| Flint Town Utd                  | 3-0  | 1-2  | 0-1  | 0-2  | 0-1  | 0-1  | 1-2  | –––– | 0-2  | 1-0  | 0-1  | 0-6  |
| Haverfordwest County            | 2-0  | 1-1  | 2-1  | 1-1  | 1-0  | 1-4  | 1-1  | 0-3  | –––– | 2-2  | 0-4  | 2-1  |
| Newtown                         | 1-1  | 0-2  | 1-1  | 2-3  | 4-1  | 1-5  | 4-1  | 3-2  | 0-3  | –––– | 2-0  | 0-4  |
| Pen-y-Bont                      | 1-1  | 1-5  | 1-0  | 6-0  | 1-0  | 0-0  | 1-1  | 1-2  | 2-0  | 2-1  | –––– | 0-4  |
| The New Saints                  | 4-1  | 0-0  | 2-1  | 4-1  | 2-0  | 1-0  | 5-0  | 10-0 | 3-2  | 2-0  | 2-1  | –––– |

## Poule scudetto
Le squadre mantengono i punti conquistati nella stagione regolare.

### Classifica finale
|                   | Pos. | Squadra         | Pt | G  | V  | N | P  | GF | GS | DR  |
| ----------------- | ---- | --------------- | -- | -- | -- | - | -- | -- | -- | --- |
| Galles (bandiera) | 1.   | Connah's Q.N.   | 79 | 32 | 25 | 4 | 3  | 70 | 20 | +50 |
|                   | 2.   | The New Saints  | 77 | 32 | 24 | 5 | 3  | 84 | 17 | +67 |
|                   | 3.   | Bala Town       | 60 | 32 | 18 | 6 | 8  | 67 | 42 | +25 |
|                   | 4.   | Penybont        | 46 | 32 | 13 | 7 | 12 | 42 | 40 | +2  |
|                   | 5.   | Barry Town      | 43 | 32 | 13 | 4 | 15 | 42 | 53 | -11 |
|                   | 6.   | Caernarfon Town | 37 | 32 | 10 | 7 | 15 | 43 | 67 | -24 |

Legenda:

      Campione del Galles e ammessa alla UEFA Champions League 2021-2022

      Ammessa alla UEFA Europa Conference League 2021-2022

 Ammessa allo spareggio Europa Conference League

### Risultati
|                 | Bal  | Bar  | Cae  | Con  | PyB  | TNS  |
| --------------- | ---- | ---- | ---- | ---- | ---- | ---- |
| Bala Town       | –––– | 1-0  | 5-2  | 2-1  | 1-0  | 0-1  |
| Barry Town      | 1-4  | –––– | 3-2  | 1-2  | 3-3  | 0-6  |
| Caernarfon Town | 3-0  | 0-1  | –––– | 1-6  | 2-2  | 0-2  |
| Connah's Quay   | 2-0  | 1-0  | 4-0  | –––– | 0-2  | 0-0  |
| Pen-y-Bont      | 2-3  | 2-0  | 2-0  | 0-2  | –––– | 0-3  |
| The New Saints  | 2-0  | 3-0  | 0-0  | 1-4  | 1-0  | –––– |

## Poule retrocessione
Le squadre mantengono i punti conquistati nella stagione regolare.

### Classifica finale
|  | Pos. | Squadra                         | Pt | G  | V  | N | P  | GF | GS | DR  |
|  | ---- | ------------------------------- | -- | -- | -- | - | -- | -- | -- | --- |
|  | 7.   | Newtown                         | 42 | 32 | 12 | 6 | 14 | 57 | 53 | +4  |
|  | 8.   | Cardiff Metropolitan University | 40 | 32 | 11 | 7 | 14 | 47 | 46 | +1  |
|  | 9.   | Haverfordwest County            | 37 | 32 | 10 | 7 | 15 | 38 | 56 | -18 |
|  | 10.  | Aberystwyth Town                | 33 | 32 | 8  | 9 | 15 | 47 | 53 | -6  |
|  | 11.  | Flint Town Utd                  | 32 | 32 | 10 | 2 | 20 | 38 | 58 | -20 |
|  | 12.  | Cefn Druids                     | 16 | 32 | 4  | 4 | 24 | 25 | 95 | -70 |

Legenda:
 Ammessa allo spareggio Europa Conference League
Note:

Tre punti a vittoria, uno a pareggio, zero a sconfitta.

### Risultati

#### Tabellone
|                                 | Abe  | CMU  | ECD  | Fli  | Hav  | New  |
| ------------------------------- | ---- | ---- | ---- | ---- | ---- | ---- |
| Aberystwyth Town                | –––– | 1-1  | 5-1  | 0-1  | 2-2  | 1-2  |
| Cardiff Metropolitan University | 5-1  | –––– | 6-0  | 2-1  | 6-1  | 2-2  |
| Cefn Druids                     | 0-3  | 1-2  | –––– | 0-6  | 2-1  | 0-7  |
| Flint Town Utd                  | 0-0  | 2-0  | 5-0  | –––– | 2-0  | 0-2  |
| Haverfordwest County            | 1-0  | 0-2  | 2-0  | 0-0  | –––– | 1-2  |
| Newtown                         | 0-4  | 2-3  | 5-0  | 1-0  | 5-1  | –––– |

## Play-off Europa Conference League
Tutte le sfide si disputano in gara unica, in casa della squadra con il miglior piazzamento in classifica.

### Semifinale
|            | Risultati |                 | Luogo e data             |
| ---------- | --------- | --------------- | ------------------------ |
| Barry Town | 1 - 3     | Caernarfon Town | Barry, 22 maggio 2021    |
| Penybont   | 0 - 1     | Newtown         | Bridgend, 23 maggio 2021 |
|            |           |                 |                          |

### Finale
|                 | Risultati |         | Luogo e data               |
| --------------- | --------- | ------- | -------------------------- |
| Caernarfon Town | 3 - 5     | Newtown | Caernarfon, 29 maggio 2021 |
|                 |           |         |                            |